# Historia de Málaga

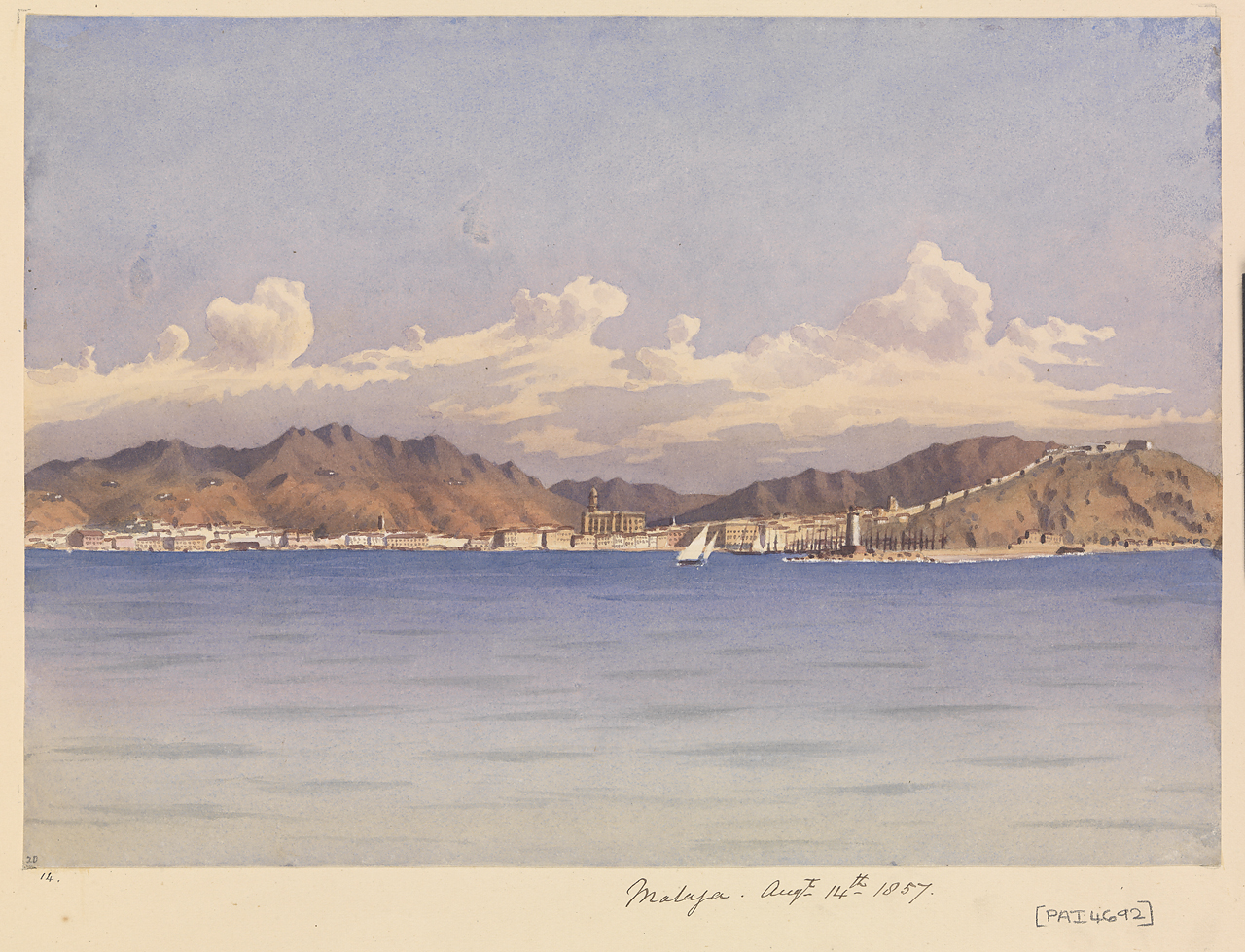
Vista de Málaga desde el mar en 1857. Dibujo de Edward Fanshawe.

La  historia de Málaga es la propia de una de las ciudades más antiguas de Europa, marcada por su situación a orillas del mar Mediterráneo en la Península ibérica. En el lugar donde se asienta la ciudad existía un poblamiento bástulo, sobre la base del cual los fenicios fundaron la colonia de Malaka. Tras un período de dominación cartaginesa, Malaka pasó a formar parte de Roma. Convertida en la ciudad confederada de Malaca, se regía por un código especial, la Lex Flavia Malacitana. La decadencia romana da paso a la dominación de los pueblos germanos y de Bizancio. Tras la conquista árabe, Mālaqa (مالقة) se convirtió en una ciudad amurallada junto a la cual se asentaban los barrios de comerciantes genoveses y las juderías. Llegó a ser capital de la taifa hammudí, así como de otros tres reinos posteriormente. El asedio de la ciudad por los Reyes Católicos en 1487 sería uno de los más largos de la Reconquista, y la conquista de Mālaqa supondría de facto el desmantelamiento y el golpe de gracia para el Reino nazarí de Granada.
Desde el siglo XVI, las iglesias y conventos construidos fuera del recinto amurallado empiezan a aglutinar población, dando lugar a la formación de nuevos barrios extramuros. Durante el siglo XVII la ciudad vivió en una época de inestabilidad, alternando periodos de bonanza económica e intenso tráfico mercantil interrumpidos por epidemias, inundaciones, terremotos y malas cosechas.
Con la llegada del siglo XVIII la ciudad inicia una era dorada de gran prosperidad y crecimiento. Durante gran parte del siglo XIX, Málaga fue una de las ciudades más levantiscas del país, contribuyendo decisivamente al triunfo del liberalismo en España. Fue una ciudad pionera en la península con el inicio de la Revolución industrial, llegando a ser la primera ciudad industrial de España. Será ésta la época de las grandes familias burguesas malagueñas, algunas de ellas con influencia en la política nacional. Durante el último tercio del siglo se producen disturbios y se declara el Cantón de Málaga, que presagiaría la grave crisis económica que se inició a partir de 1880. La crisis hace cerrar las fundiciones malagueñas y vino acompañada por el derrumbe la industria azucarera y la plaga de filoxera, que hundió al viñedo malagueño.
Los principios del siglo XX constituyen una etapa de reajustes económicos en los que se produce un progresivo desmantelamiento industrial y una fluctuante evolución de la actividad comercial. Depresión económica, conflictividad social y dominación política hacen posible que el republicanismo y el movimiento obrero afiancen sus posiciones. En 1931, al inicio de Segunda República Española, tiene lugar la trágica quema de conventos, y en 1933 fue elegido el primer diputado del Partido Comunista por la circunscripción de Málaga capital. En febrero de 1937 el ejército nacional, con la ayuda de los voluntarios italianos y a las órdenes del general Gonzalo Queipo de Llano, lanzó una ofensiva contra la ciudad que fue ocupada el día 7 de febrero. La represión del ejército franquista en Málaga fue una de las más duras y crueles de la guerra Durante la Dictadura de Franco la ciudad vivió una fuerte expansión propiciada por la llegada del turismo extranjero hacia la Costa del Sol, que provocó un auge en la economía y en la demografía de la ciudad desde la década de 1960, apoyado por los fenómenos migratorios hacia otras zonas España y de Europa, así como hacia la capital provincial desde diferentes puntos de la provincia.
Con la monarquía parlamentaria y la Constitución de 1978, Málaga saludaría al nuevo siglo como un notable centro cultural, demográfico y económico del Sur español y del Mediterráneo, siendo la ciudad con mayor actividad económica de toda la CC.AA. andaluza.

«Hay un lugar que el Mediterráneo halaga, donde la tierra pierde su valor elemental, donde el agua marina desciende al menester de esclava y convierte su líquida amplitud en un espejo reverberante, que refleja lo único que allí es real: la Luz. Saliendo de Málaga, siguiendo la línea ondulante de la costa, se entra en el imperio de la luz. Lector, yo he sido durante seis años emperador dentro de una gota de luz, en un imperio más azul y esplendoroso que la tierra de los mandarines.»
"Al margen del libro «A.M.D.G.»" J. Ortega y Gasset, El Imparcial, 1910.
 - en referencia a sus años en el Colegio San Estanislao de Kostka en Miraflores del Palo, Málaga -

## PrehistoriayEdad Antigua
El territorio que ocupa la actual provincia de Málaga estuvo habitado desde tiempos remotos, como prueban el conjunto de dólmenes de Antequera, las pinturas rupestres de la Cueva de la Pileta en Benaoján, y la Cueva del Tesoro en Rincón de la Victoria o la cerámica encontrada en Nerja. En las Cuevas de Nerja han sido datadas unas pinturas de focas que podrían ser la primera obra de arte conocida de la historia de la humanidad, con 42.000 años de antigüedad.

### Malaka fenicia

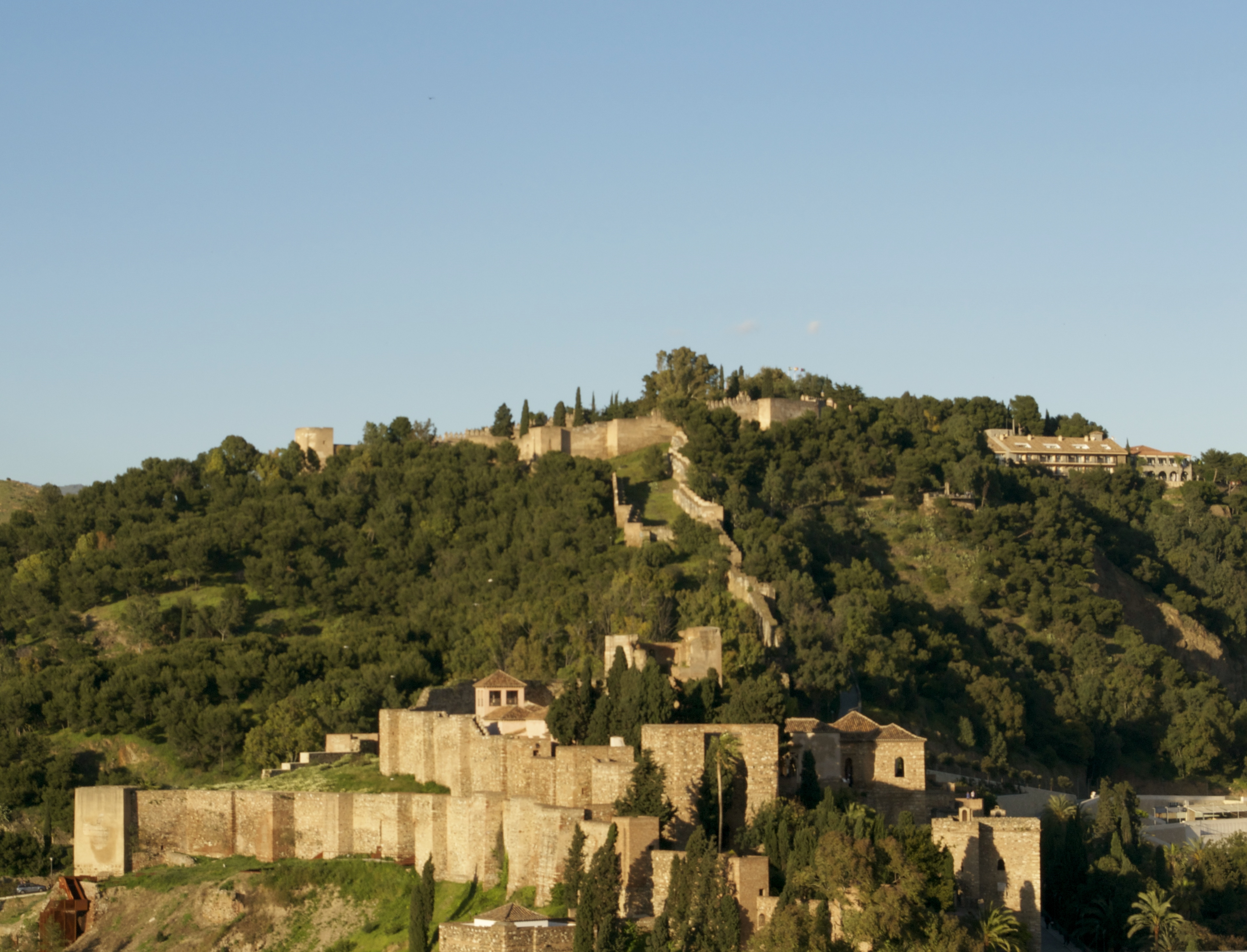
El antiguo recinto fenicio contenía un faro que da nombre al monte Gibralfaro (gíbal al-faruh, 'monte del faro').

El primer asentamiento colonial se localiza en el siglo IX a. C. en la desembocadura del Guadalhorce, en un enclave conocido como cerro del Villar, desde donde se comenzó a comerciar con los pobladores de la zona, principalmente con los pequeños poblados bastetanos costeros, como San Pablo, en la desembocadura del Guadalmedina. Paulatinamente el centro de la actividad comercial fue trasladándose hacia esta zona, y Mlk o Malaka, colonia comercial fundada por los fenicios de Tiro, fue desde el siglo VIII a. C., un dinámico núcleo comercial debido a las buenas condiciones para el atraque en su puerto natural al pie del monte Gibralfaro y la gran cantidad de yacimientos de plata y cobre. Este periodo tuvo una duración aproximada según algunas fuentes, desde el año 770 al 550 a. C.
Entre las actividades económicas que esta colonia desarrolló hay que hacer referencia a las industrias destinadas a la producción de púrpura y a la salazón. La ciudad tenía su propia ceca (de la voz fenicia sikka) y acuñaba moneda.

### Mainake griega
La ciudad fue posiblemente la colonia griega de Mainake (en griego Μαινάκη) durante al menos dos centurias. Existen numerosos documentos que mencionan su existencia y hablan de su intensa actividad comercial.
Historiadores antiguos la situaban al oeste de Mlk, por lo que algunos autores creen que el enclave del siglo IX a. C. del cerro del Villar en la desembocadura del Guadalhorce, cuatro kilómetros al oeste del emplazamiento original de Malaka, se corresponde con la citada colonia griega que sería paulatinamente abandonada tras la batalla de Alalia, y sus pobladores autóctonos desplazados hacia la Mlk fenicio-púnica.

### Dominio púnico
La segunda mitad del siglo VI a. C. es la transición entre los periodos fenicio y púnico de Málaga.
Nabucodonosor II conquista los territorios fenicios con la pretensión de apropiarse del fértil comercio tirio en el Mediterráneo, con lo que Malaka pasa a ser sobre el 573 a. C. colonia cartaginesa. En la etapa que va desde finales del siglo VI a. C. al cambio de era, los territorios malagueños son ocupados por los pobladores denominados libiofenicios. Se afianzan tanto las características mercantilistas de la ciudad, como la idiosincrasia fenicio-púnica, incluidas las devociones religiosas a dioses como Melkart, Baal o Tanit.
Los romanos conquistaron la ciudad al igual que otras regiones bajo el dominio de Cartago, en el año 218 a. C. tras las guerras púnicas.

### Malaca romana

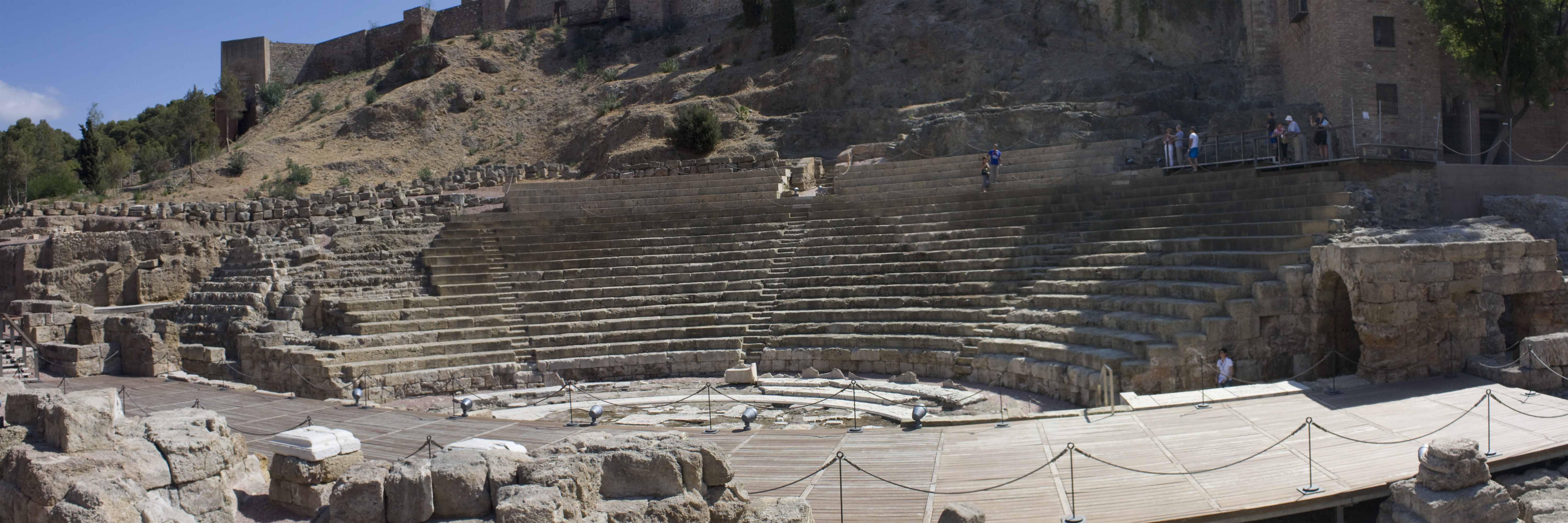
Teatro Romano de Málaga.

Los romanos unificaron a las gentes de la costa y del interior bajo un poder común. Establecieron colonos de la metrópoli que explotaron los recursos naturales e introdujeron el latín como lengua de las clases dominantes, y unos usos y costumbres que cambiarían paulatinamente la vida de los pobladores nativos. Malaka se integró a la República romana formando parte de la Hispania Ulterior. La romanización fue lenta, puesto que se han descubierto inscripciones en alfabeto fenicio hasta el {siglo|I|d|s}} El municipium Malacitanum es punto de tránsito dentro de la Vía Hercúlea, dinamizadora de la ciudad tanto económica como culturalmente, al comunicarla con otros enclaves desarrollados de la Hispania Interior y con los demás puertos del Mare Nostrum.

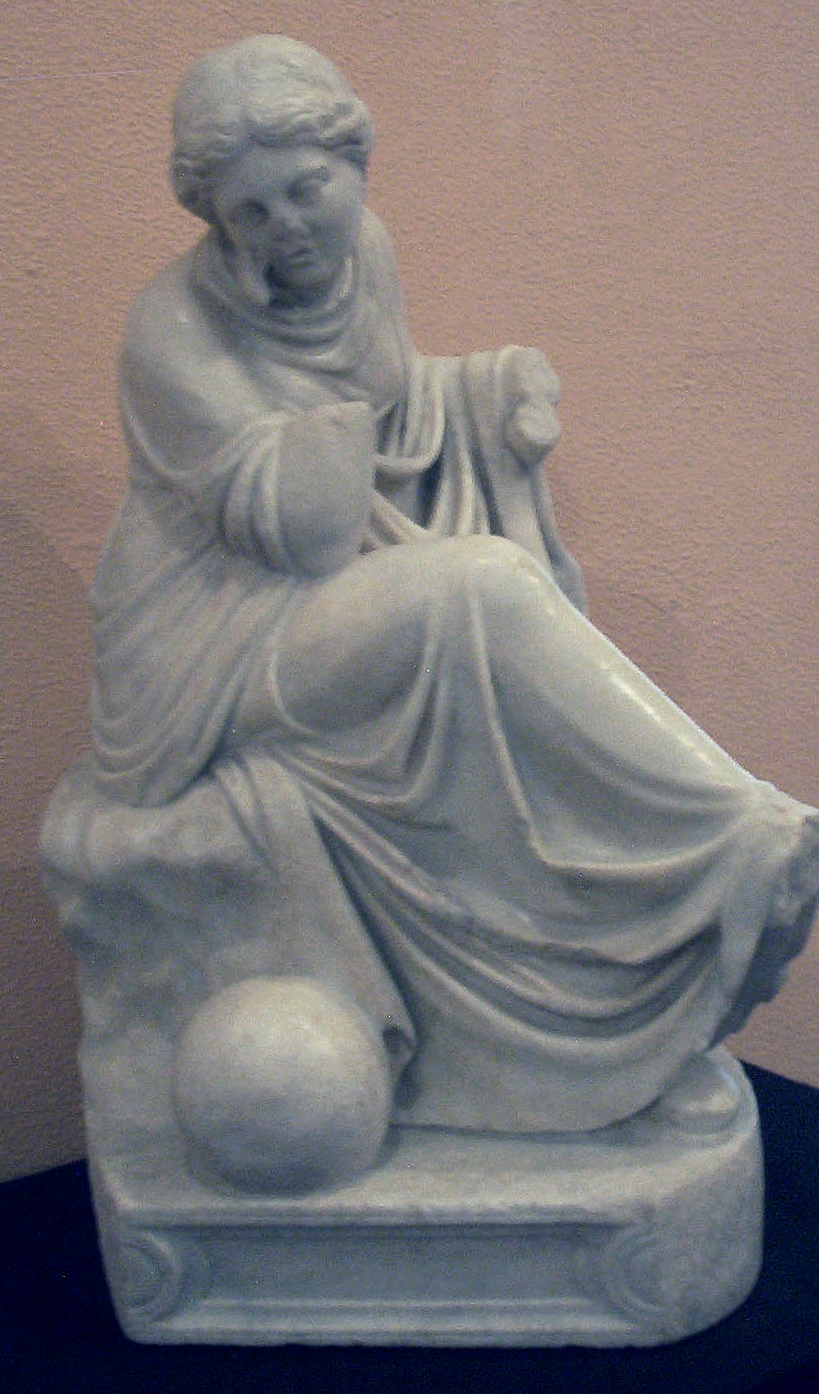
Estatua romana de Urania, encontrada en la finca de La Tosca, en Churriana.

Al caer la República y advenir el nuevo sistema político del Imperio, los territorios de Malaca, que ya llevaban dos siglos ocupados por los romanos, quedaron encuadrados administrativamente en uno de los cuatro conventos jurídicos en que se dividió la provincia Baetica, recién creada por César Augusto.
Según el griego geógrafo Estrabón, la urbe tenía planta irregular, al estilo propio de las ciudades fenicias. Los romanos comienzan la construcción de obras importantes. La dinastía Flavia mejora el puerto y con Augusto se construye el Teatro romano. Es el emperador Tito, de la familia Flavia, quien concederá a Malaca los privilegios de municipio.
En la época romana Malaca alcanzó un notable desarrollo. Convertida en ciudad confederada, se regía por un código especial, la Lex Flavia Malacitana y su población culta y amante del arte tenía un peso importante en la villa.[cita requerida] A este periodo pertenecen las grandes termas romanas de Malaca, encontradas en el subsuelo de la calle Pintor Nogales y de la Abadía del Císter, y numerosas piezas escultóricas conservadas en el Museo Arqueológico de Málaga.
En lo referente a algunos aspectos sociales, como la vida espiritual, existían diferencias de culto en función del origen étnico. La economía y la riqueza del territorio obedecía fundamentalmente a la agricultura de las zonas interiores, a la abundancia pesquera de las aguas que bañan el litoral y a la artesanía. Entre los productos malagueños que alcanzaron fama debe destacarse el garum malacitano que llegó a tener gran fama en la capital del Imperio.
En el año 325, año del Concilio de Nicea, Malaca aparece como uno de los pocos enclaves romanos dentro de Hispania en los que había enraizado fuertemente el credo cristiano.[cita requerida] Anteriormente, se habían producido frecuentes levantamientos de carácter antirromano catalizados por la oposición al paganismo de los hispanorromanos asimilados al credo cristiano.

## Edad Media

### Invasión germánica
La decadencia romana da paso a la dominación de los pueblos germanos, que sobre el año 411 arrasaron las costas malagueñas.
Tras la división del Imperio romano, y la definitiva crisis del mismo, Malaca entra dentro de las áreas de la Península afectadas por las grandes migraciones y asentamientos de los pueblos germánicos, especialmente de los vándalos silingos, que durante el siglo V importaron el arrianismo a Occidente.
Bajo el dominio visigodo, Malaca se convirtió en sede episcopal. El primer obispo de la ciudad conocido fue San Patricio, consagrado sobre 290, y presente en el Concilio de Elvira.

### Malaca bizantina

La Spania bizantina.

Con la intención de reconstruir el Imperio Romano (Recuperatio Imperii), en 552 el emperador bizantino Justiniano I conquista, entre otros territorios, Malaca.
La ciudad fue saqueada y conquistada de nuevo para los visigodos por el rey Sisebuto en el año 615. Y sería en el año 624, durante los reinados del visigodo Suintila y del emperador Heraclio, cuando los bizantinos abandonan definitivamente sus últimos establecimientos en las ciudades de la zona del estrecho que aún conservaban.
Se conoce que el rey visigodo Sisebuto arrasó gran parte de la ciudad, y aunque esta mantuvo su rango episcopal y el emplazamiento de una ceca por Sisenando, su población fue seriamente mermada y su fértil actividad comercial arruinada. Existen pruebas documentales evidentes de la destrucción violenta de, al menos, un barrio comercial. Tal fue la devastación, que los primeros invasores islámicos del viejo condado visigodo malacitano situarán inicialmente la capital en el interior, en Archidona.

### Mālaqa en Al-Ándalus

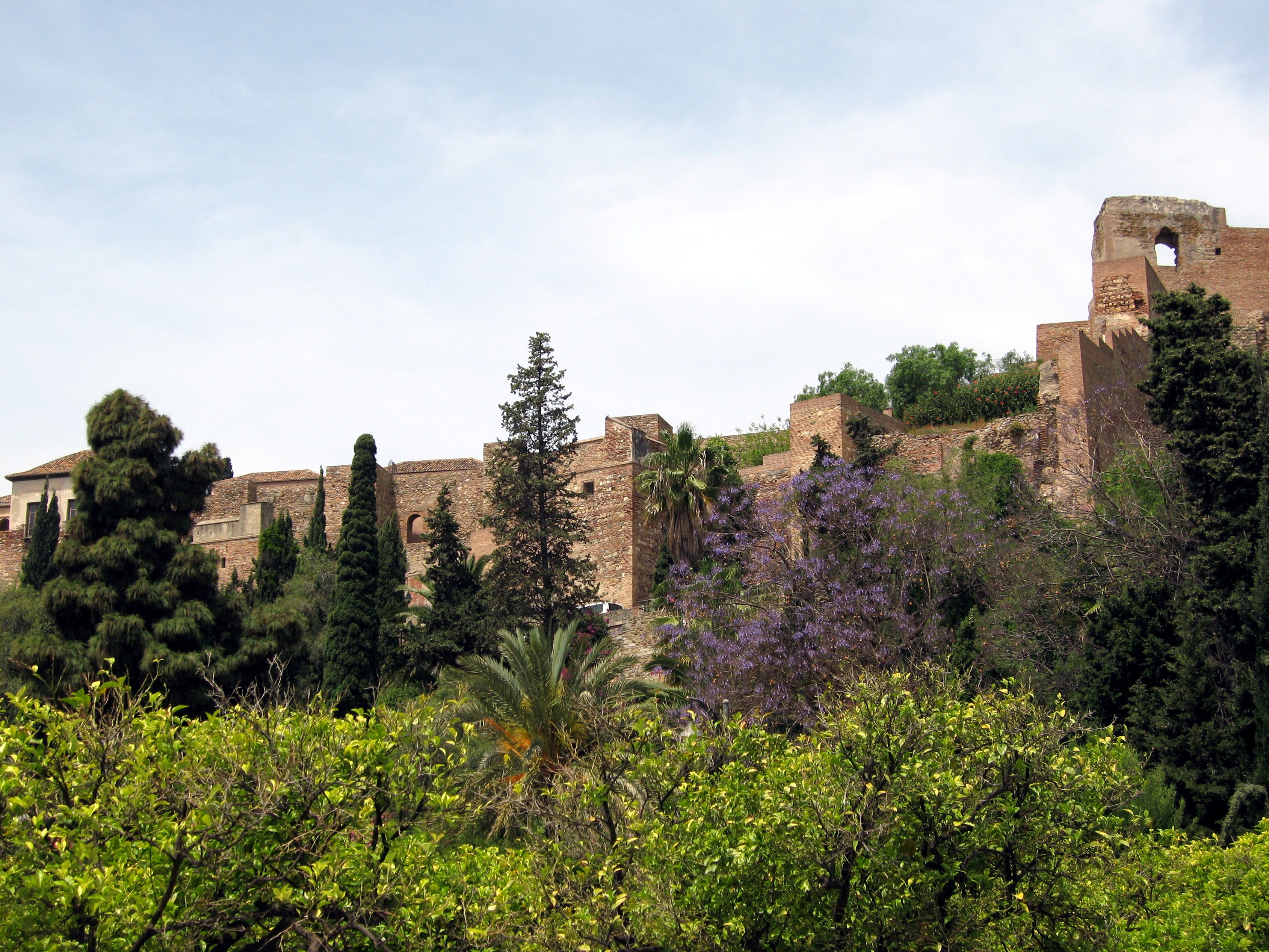
Vista de la Alcazaba de Málaga.

A principios del siglo VIII comienza el derrumbe de la monarquía goda y, a mediados de este mismo siglo, la penetración del Islam en la península ibérica desde las costas del Norte de África. Este fenómeno se observa en la provincia de Málaga en el asentamiento de nuevos pobladores, árabes y bereberes.
Tras la conquista árabe, la ciudad formó parte de la región musulmana de Al-Ándalus, denominada como Mālaqa (مالقة).
En el 743 entra definitivamente dentro del área de influencia árabe, tras años de sublevaciones de sus habitantes hispanogodos que serían sofocadas por el gobernador de la ciudad Abd Al Ariz, en 716.
Con la sumisión de Bobastro ante Abd-al-Rahman III se impone totalmente el sistema islámico en la tierra de Mālaqa lo que se traduce en una etapa de paz y un nuevo esquema de población, basado en el desarrollo de las ciudades y la proliferación de alquerías en el mundo rural, con un nuevo florecimiento del artesanado y el comercio, así como de una agricultura intensiva con base en el regadío, en contraste con el feudalismo que sufría el resto de Europa.
De esa forma Mālaqa se convirtió en una ciudad en expansión, rodeada por un recinto amurallado provisto de cinco grandes puertas y con gran cantidad de arrabales y barrios asimismo amurallados, dentro de los que evolucionaban los adarves, salpicados de huertas a orillas del Guadalmedina, y cruzada de este a oeste por una vía que comunicaba al puerto y la fortaleza con el interior del recinto amurallado; junto al recinto, se asentaban los barrios de comerciantes genoveses y las Juderías, de forma independiente del resto de la ciudad. Precisamente en la judería de la medina de Mālaqa vivió uno de sus hijos más ilustres, el filósofo y poeta hebreo Solomon Ibn Gabirol, que proclamaría a su ciudad natal como la "Ciudad del Paraíso", apelativo evocado posteriormente por el nobel Vicente Aleixandre.
En este largo periodo, Mālaqa llegó a alcanzar más de 20.000 habitantes, siendo una de las urbes más densamente pobladas de toda la península ibérica. Se conservan la espléndida Alcazaba, la puerta nazarí de las Atarazanas y parte de la Judería, entre otros vestigios musulmanes, y se ha recuperado parte de la necrópolis monumental de Yabal Faruh, considerada la mayor de toda Al-Ándalus, con dos mezquitas funerarias y los restos de un panteón musulmán.

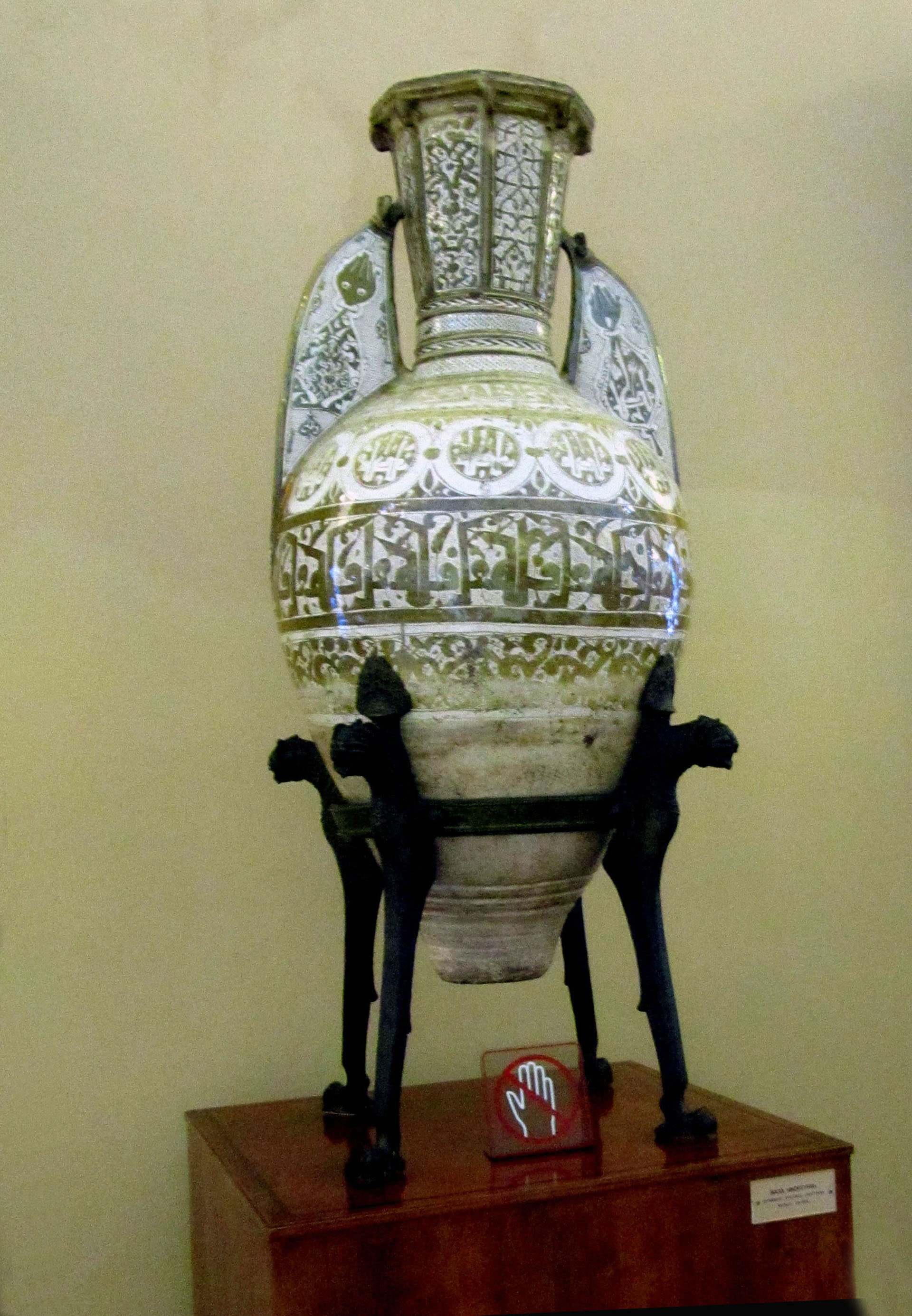
Vaso de Fortuny. Cerámica hispano-morisca malacitana con reflejos metálicos,. Museo del Hermitage, San Petersburgo.

#### Taifa de Mālaqa
Al disolverse el Califato de Córdoba en varios reinos, la Dinastía Hammudí convirtió Mālaqa en la capital de su propio reino independiente entre los años 1026-1057, y qué perduró en diferentes períodos bajo el dominio de las dinastías Zirí del 1073 al 1090, Hassun del 1145 al 1153 y Zannun del año 1229 al 1238.
Del urbanismo de esta etapa perduran trazas en el centro histórico y en dos de sus principales monumentos: la Alcazaba y el Alcázar de Gibralfaro. Mālaqa poseía dos arrabales fuera de las murallas y disfrutaba de un comercio pujante con el Magreb. La ciudad contaba con una importantísima industria alfarera, donde se cocían losas y ánforas ornamentales que llegaron a tener reconocimiento en todo el mediterráneo, la denominada loza dorada malagueña, y el comercio estaba regulado por el Tratado del buen Gobierno del Zoco, redactado por el malagueño Al-Sagasti.[cita requerida]

#### Mālaqa nazarí

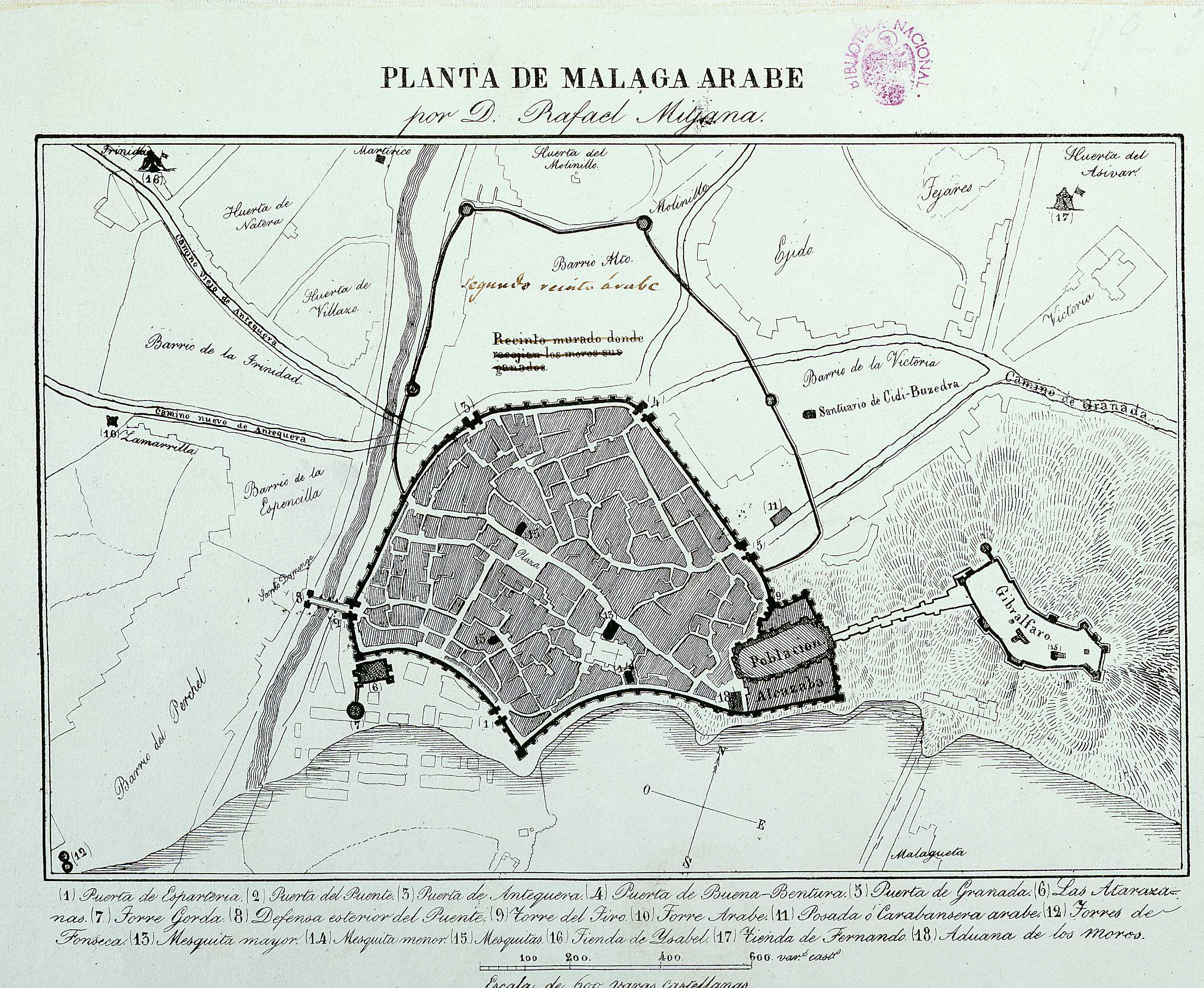
Planta de la Málaga árabe.

A la muerte de Ibn Zannun en 1238, último rey de Taifa de Mālaqa, la ciudad pasa a formar parte del Reino nazarí de Granada y de su rey Muhammad ibn Nasr, permaneciendo bajo el dominio de esta dinastía hasta la conquista de los Reyes Católicos.
En 1279, la República de Génova firma una alianza económico-comercial con Muhammad II convirtiendo a Mālaqa en la puerta del reino nazarí y en nexo de unión entre el Mediterráneo, el Atlántico y el Mar del Norte, estableciendo asimismo rutas con el Lejano Oriente.
En su conjunto, la población malacitana se atuvo a la ortodoxia religiosa bajo la tutela de los alfaquíes, ortodoxia que respondía más a las normas de comportamiento social. La población no musulmana constaba de los mozárabes y de una importante minoría judaica, así como los cautivos apresados en hechos bélicos, forzados a trabajabar en las Atarazanas, donde se construían navíos para la vigilancia ribereña y el corso, además de una significativa colonia de comerciantes extranjeros. En el Palacio de la Alcazaba residía el cadí de la ciudad, un príncipe nazarí, como delegado del Sultán, rodeado de secretarios y juristas.
En 1348, mientras la peste negra asolaba toda Europa, el palacio fortaleza de la Alcazaba y el Alcázar de Gibralfaro toman su forma definitiva. La ciudad dispone de varias puertas que permiten el paso a través del recinto amurallado, cuyos nombres aún perduran: Puerta Oscura y Puerta del Mar.

### Conquista e incorporación a la Corona de Castilla

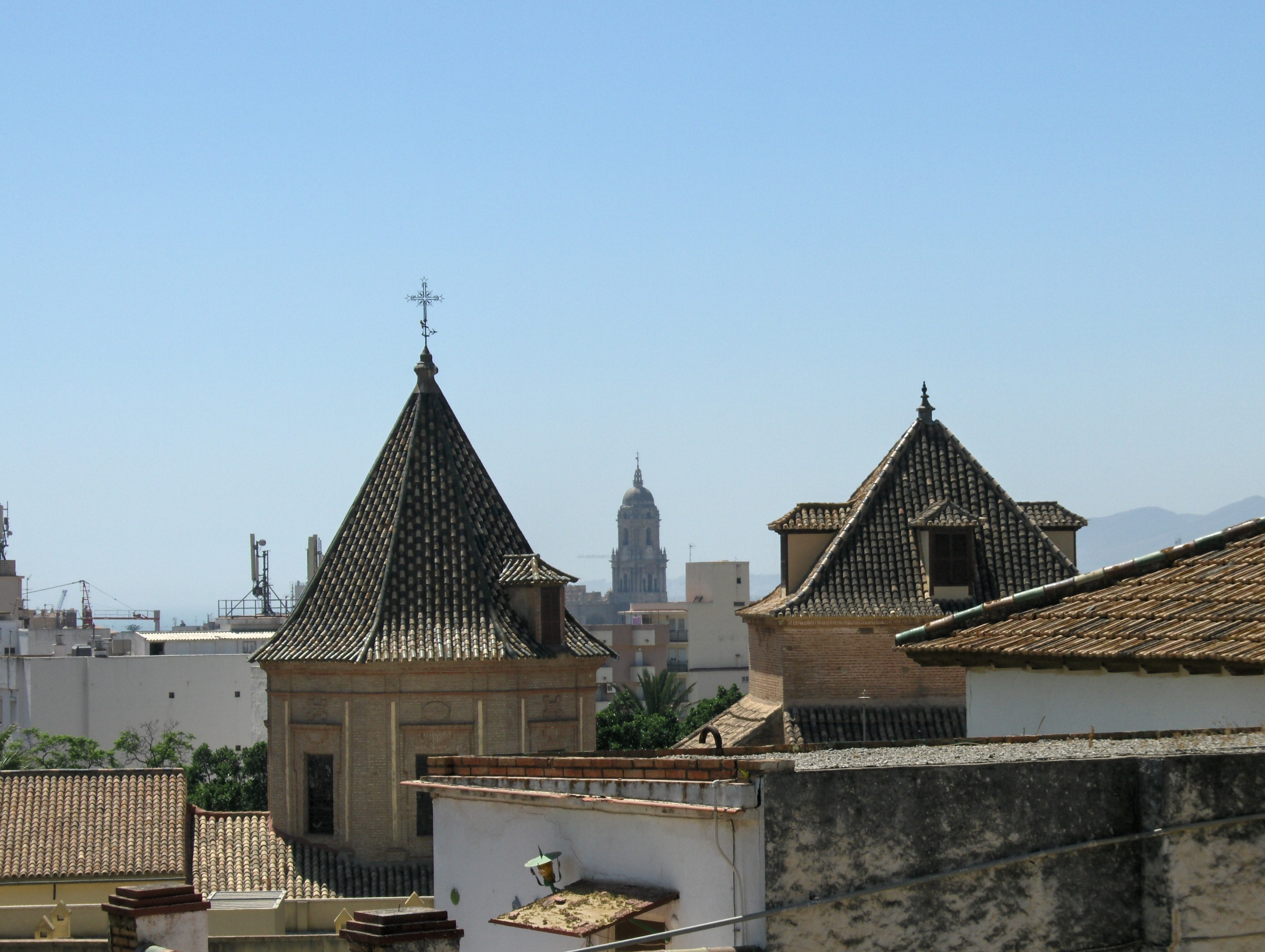
Tejados del Santuario de la Victoria, lugar donde se asentó el campamento de Fernando II de Aragón durante el asedio de los Reyes Católicos.

La conquista del reino nazarí comienza con la toma de Alhama por los cristianos en febrero de 1482. A los pocos meses, Muley Hacén se refugia en Mālaqa al ser destronado por su hijo Boabdil con el apoyo de los abencerrajes que habían regresado del exilio. Durante la Reconquista los árabes construyeron gran cantidad de torres de defensa para la ciudad; así, al oeste Torre Molinos, al norte Puerto de la Torre (antiguo camino a Antequera), al noroeste las 11 torres de Alhaurín de la Torre, de las que no quedan restos, y la torre de Alhaurín el Grande y al este la Torre de Benagalbón.
La conquista de la ciudad de Málaga por los Reyes Católicos en agosto de 1487 supuso un episodio sangriento en el esfuerzo final por la conquista del reino nazarí. Después de un largo asedio cortando las entradas de agua y víveres a la ciudad, desde el 5 de mayo al 18 de agosto, el poderoso ejército castellano formado por doce mil jinetes, veinticinco mil infantes y ocho mil soldados más de apoyo, logró tomar la ciudad defendida por quince mil ghomaras africanos y guerreros malacitanos. El asedio de la ciudad fue uno de los más largos de la Reconquista. Duró seis meses y cortó el suministro de alimentos. La Mālaqa musulmana cayó el 13 de agosto de 1487 y los Reyes Católicos entraron en la medina el 19 de agosto. La población fue castigada a la esclavitud o a pena de muerte, con excepción de veinticinco familias que pudieron permanecer en el recinto de la morería, como mudéjares. La conquista de la ciudad supuso un durísimo y definitivo golpe para el reino nazarí de Granada que perdía así su principal puerta marítima.
El rey Fernando decidió aplicar un castigo excepcional y se negó a conceder una capitulación honrosa para los vencidos. Excepto el grupo del mercader Alí Dordux, que rindió la ciudad a espaldas del arráez Hamad al Tagrí o El Zegrí, que resistiría en el castillo de Gibralfaro unos días más. Los 15 000 supervivientes fueron convertidos en esclavos.
En pago a las tropas que acompañaban a los conquistadores se produjeron los repartimientos; entre cinco mil y seis mil cristianos extremeños, leoneses, castellanos, gallegos y levantinos repoblaron la provincia, de los que unos mil se asentaron en la capital. En un primer momento se levantaron cuatro parroquias en la ciudad: las iglesias del Sagrario - fundada en 1488-, San Juan, Santiago y Santos Mártires. La ciudad se extendió extramuros con la creación de los conventos de La Trinidad, Capuchinos, los Ángeles y el Santuario de la Victoria.

## Edad Moderna

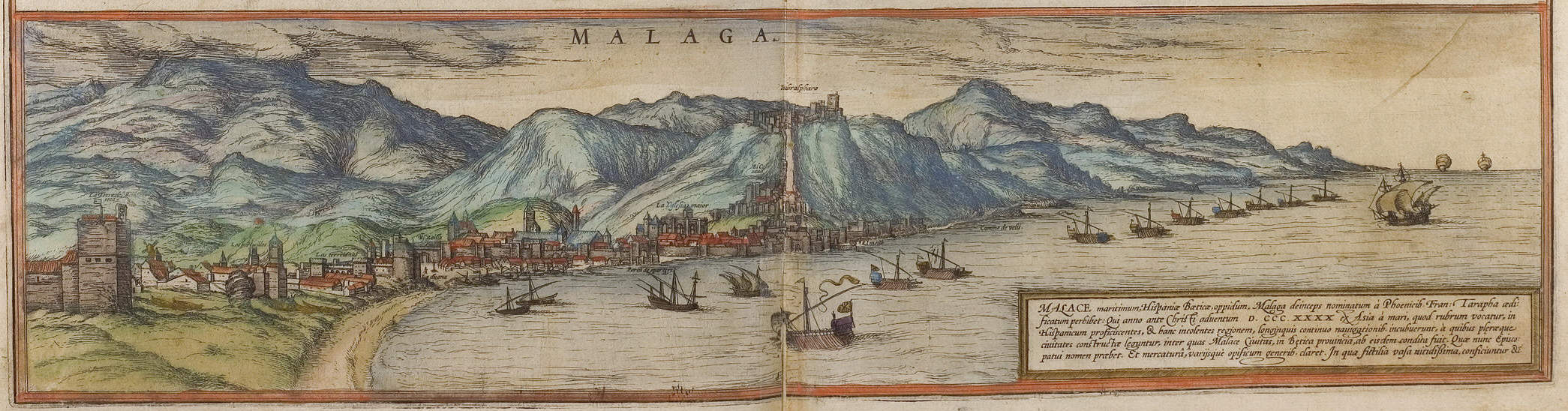
Málaga en 1572.

La ciudad comenzó a cambiar su traza urbana al adaptarse al gusto de los reconquistadores. Se abre un eje longitudinal al que se añade otro transversal, en sentido noroeste-suroeste, cruzándose ambos en la "Plaza de las cuatro calles" o Plaza Mayor (hoy en día, Plaza de la Constitución) y se empezó la construcción de la Catedral de Málaga sobre los cimientos de la antigua mezquita mayor.
Las iglesias y conventos construidos fuera del recinto amurallado aglutinaron a la población, dando lugar a la formación de los barrios de extramuros, como La Trinidad o el Perchel, y se configura la llamada Málaga conventual, hoy día prácticamente desaparecida.
El artesanado malagueño se divide en siete grandes bloques: textil, cuero, barro, metal, madera, construcción y alimentación. Málaga se convierte en un lugar de salida para los excedentes agrícolas de los reinos de Córdoba, Jaén y Granada, así como en punto de entrada de una serie de bienes que, al superar la demanda del mercado local, son llevados al interior de Andalucía.
Del siglo XVI al siglo XVIII, la ciudad entró en una época de inestabilidad, no solo por las consecuencias que trajo consigo el levantamiento de los moriscos y su posterior expulsión, sino también por las epidemias e inundaciones provocadas por el río Guadalmedina, que se vieron acompañadas de varias malas cosechas sucesivas durante el siglo XVII, terremotos, explosiones de molinos de pólvora y las levas de soldados. A pesar de ello, la población aumentó de 3.616 familias a 4.296.

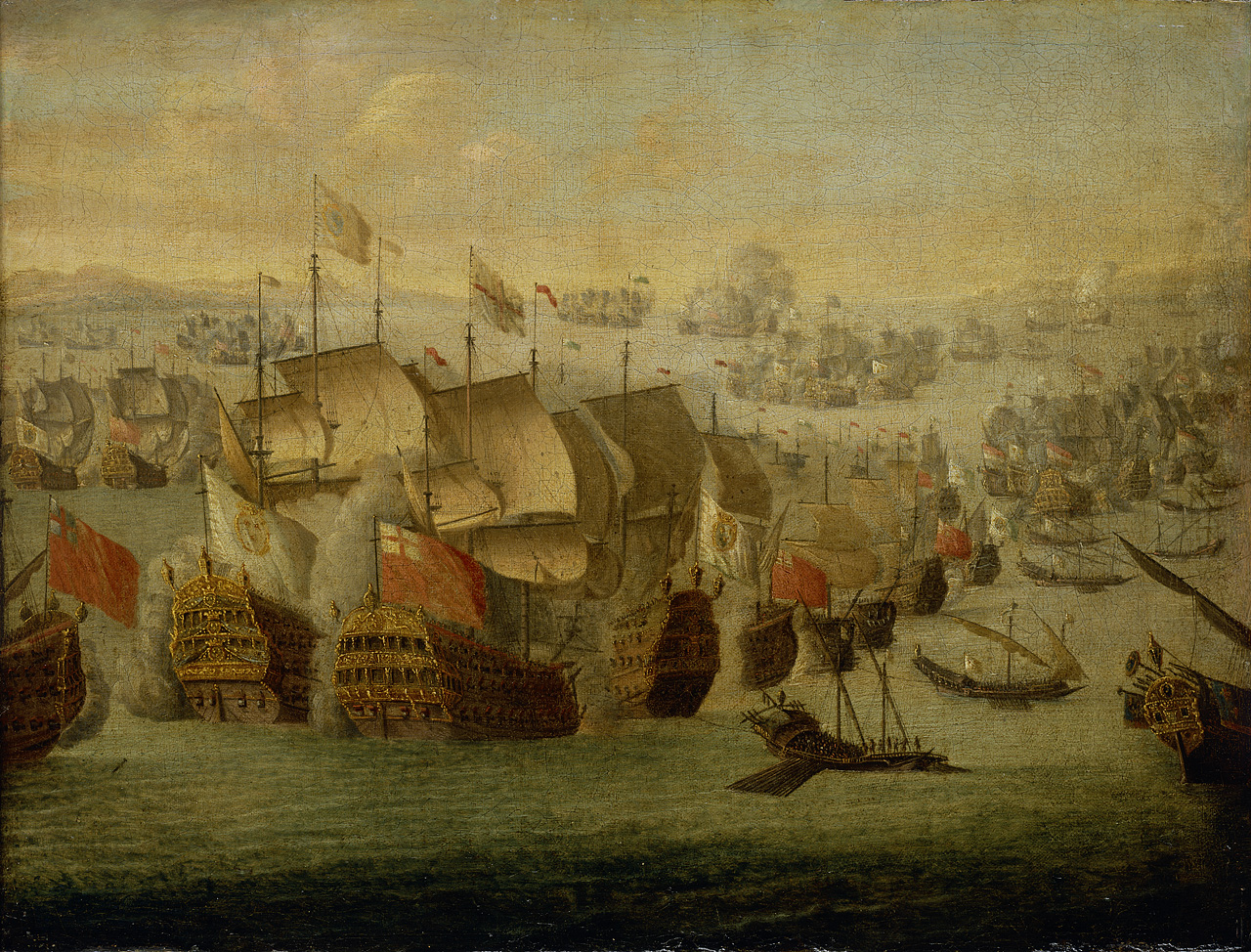
La Batalla de Málaga, 1704.

En 1585, Felipe II ordena un nuevo estudio del Puerto, construyéndose un nuevo dique en 1588, cuya dirección técnica corrió a cargo del ingeniero italiano Fabio Bursoto, siendo la economía malagueña la principal beneficiaria, pues facilitó un intenso tráfico mercantil. En los dos siglos siguientes el Puerto fue prolongado tanto a poniente como a levante. En el siglo XVII, el vino y las pasas eran los productos básicos de las exportaciones malagueñas y, por tanto, constituían la principal fuente de ingresos. En el ramo textil destacaba la seda, muy ligada a los moriscos. Las Civitates consideraban a Málaga un emporio de riqueza, debido a su enclave comercial privilegiado. Sus productos agrícolas, en especial los vinos y las exquisitas pasas, así como sus apreciadas vasijas vidriadas atraían gran afluencia de mercaderes extranjeros de distintas nacionalidades; Flandes, Inglaterra y Francia comerciaban principalmente con madera, tejidos y trigo, consiguiéndose un importante intercambio de diferentes mercancías. El trato mercantil se realizaba principalmente durante "la vendeja".
Socialmente el estamento de los caballeros hijosdalgo se vio incrementado por los procesos de "refeudalización" producido por la venta de señoríos, a la vez que acaparaba los altos cargos con la implantación de la nobleza. El municipio y su puerto fueron una pieza básica de gobierno de los Austrias. El cartógrafó portugués Pedro Teixeyra, al servicio de S.M. Felipe IV, describía a la Málaga de 1625 de la siguiente forma: 

«Es esta ciudad de Málaga de las de más población y de más nobles ideficios que España tiene en su costa (...) Tiene a la parte del levante en un serro iminente a ella un castillo y casa fuerte que llaman AlcaÇaba, cercada y adornada con dos órdenes de murallas, casi el doble más altas que la que cerca la ciudad, con munchas y altas torres, fábrica que representa bien autoridad (...) En la faz de la ciudad que mira a su puerto y muelle, casi en medio, en una punta que llaman el muelle viejo está una torre alta y antigua que llaman de Ginoveses, junta a la cual sobre la mar está una plataforma con sinco cañones de artillería; (...) remata la muralla desta ciudad con una torre alta que se entra de todo en el mar, que llaman Torre Gorda, (...) El cuerpo de la Çiudad es de buena población y de magníficos ideficios y casas. Teniendo su iglesia mayor, que es el más suntuoso templo y de más estremada arquitectura y grandeza que se conose. (...) Aciste en esta ciudad su obispo, que es de los más señalados en autoridad y renta de España. Es gobernada por un corregidor y capitán a guerra, que cuando hay rebatos en la costa sale con una compañía de caballos, de los vecinos y nobles de la ciudad (...) y suélense juntar tres mil hombres (...) El trato desta Çiudad es de los mayores de la costa del levante de España que lava el mar Mediterráneo, así por la seguridad de su puerto y capasidad del muelle, como por los munchos frutos que produce la tierra; y ,en particular, tres meses del año suelen hallarse en este puerto ochenta y sien navíos de ingleses, flamencos y otras naciones del setentrión a cargar (...)»

Málaga, sede de la Capitanía General de la Costa y Reino de Granada, jugó un papel esencial en la política exterior de los Borbones. Las armadas, el abasto de los presidios norteafricanos y la defensa del Mediterráneo se organizaban en la ciudad. Ello implicó un enorme gasto en defensa: Fortificación del puerto, torres en el litoral y regimientos de milicias. Además, la pérdida de Gibraltar en 1704 a manos de los británicos depositaba en Málaga una de las llaves del Estrecho.
Durante la segunda mitad del siglo XVIII se solucionarían los crónicos problemas de abastecimiento de aguas que sufría Málaga con la culminación de uno de los proyectos de ingeniería más importantes llevados a cabo en España en esa centuria: el Acueducto de San Telmo. La construcción de esta transcendental infraestructura, una nueva ampliación del puerto, la reactivación de las obras de la catedral y el nuevo edificio de la Aduana, que comenzó a construirse en 1791, fueron algunos de los hitos de ese siglo. El campesinado y las clases populares formaban la gran mayoría de la población, pero ya comenzaba a germinar parte de la burguesía que va a sentar las bases del auge económico del siglo XIX.

## Edad Contemporánea

### SigloXIX

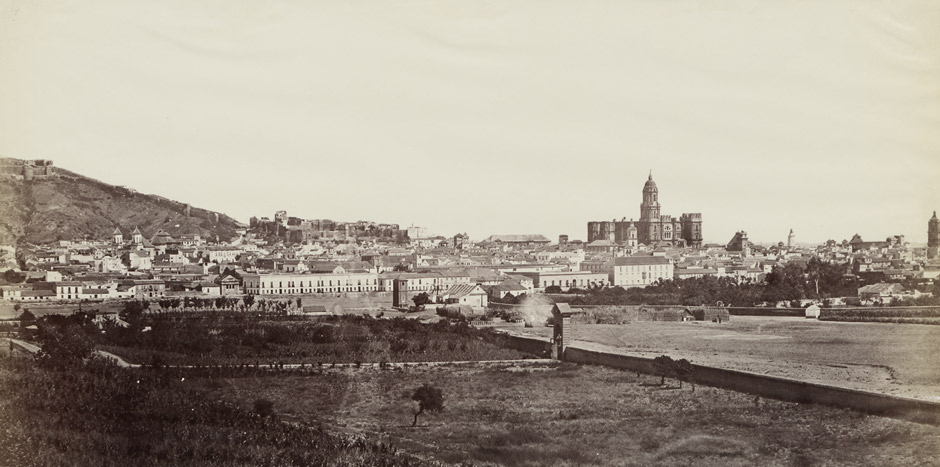
Málaga ca. 1860

En torno a los sucesos del levantamiento del 2 de mayo y la abdicación de la familia real en Bayona (Francia), Málaga se subleva contra el invasor francés. El Gobernador Militar y Corregidor Político de Málaga, el general Teodoro Reding, ostentó el mando de la Primera División del ejército español de Andalucía y fue el artífice de la victoria en la Batalla de Bailén, durante la Guerra de la Independencia Española. La dominación de la Francia napoleónica duró desde febrero de 1810 hasta agosto de 1812. Los franceses encontrarían en Málaga una fuerte resistencia en las partidas guerrilleras, primero, y en el ejército regular del general Ballesteros, después. Evacuada la ciudad, se juraría la Constitución de 1812 y se elegiría un nuevo ayuntamiento constitucional, tras lo que hubo que poner en marcha planes de reconstrucción.

#### La primera en el peligro de la libertad
En 1831 el general liberal José María Torrijos y sus hombres, que lucharon contra el absolutismo de Fernando VII y por la restauración de la Constitución de 1812, fueron capturados en Alhaurín de la Torre. Tras ser traicionados por el gobernador de la ciudad fueron ejecutados en la playa de San Andrés. Hoy día sus restos descansan enterrados bajo el obelisco en su honor en la Plaza de la Merced.

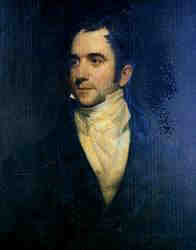
El industrial Manuel Agustín Heredia.

Málaga fue una ciudad pionera en el comienzo de la Revolución industrial, convirtiéndose en la primera ciudad industrial de España, y manteniendo después el segundo puesto tras Barcelona durante buena parte del siglo XIX. A causa de su emprendedora burguesía ilustrada y con fuertes deseos de modernidad, Málaga fue una de las ciudades decimonónicas más levantiscas del país y cuna de varios levantamientos en post de un régimen más liberal. En 1835, tras la muerte de Fernando VII, se organiza una revuelta por la ineficacia del gobierno del Conde de Toreno. Un año después son asesinados en Málaga los gobernadores civil y militar. En 1843 comienza otra insurrección en la capital.
Tanta actividad revolucionaria le vale el título a la ciudad "siempre denodada" y la leyenda "la primera en el peligro de la libertad".
Con la renuncia al trono de Amadeo de Saboya se proclama la Primera República Española el 11 de febrero de 1873. Se producen grandes disturbios y la ciudad se declara cantonalista, creándose el Cantón de Málaga, la Aduana es asaltada, quemándose numerosos expedientes y legajos completos, la ciudad resistió como cantón independiente hasta el 19 de septiembre.

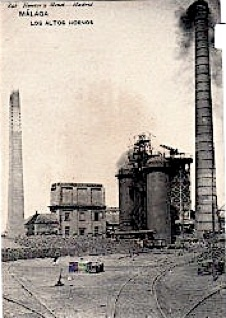
Altos Hornos de Málaga. Fábrica de La Constancia, 1847.

#### Industrialización
Será ésta la época de las grandes familias burguesas malagueñas, algunas de ellas con influencia en la política nacional. Sobresalen la familia Larios, el político conservador Cánovas del Castillo, el industrial Manuel Agustín Heredia, los Loring, el Marqués de Salamanca, etc.
Bajo la influencia de éstos, Málaga tiene ya dos sectores bien definidos, ambos enclavados fuera del centro de origen medieval: en el extremo occidental el paisaje urbano empieza a configurarse influenciado por la actividad industrial, mientras que en el otro extremo de la ciudad empiezan a aparecer villas y hoteles. Con la desamortización y el derribo posterior de viejos edificios eclesiásticos, la ciudad ganaría nuevos espacios para su crecimiento.
A partir de 1834 la ferrería de Manuel Agustín Heredia, la Constancia, entran en una fase de gran actividad, que las llevaría a situarse en poco tiempo a la cabeza de la producción nacional de hierro.

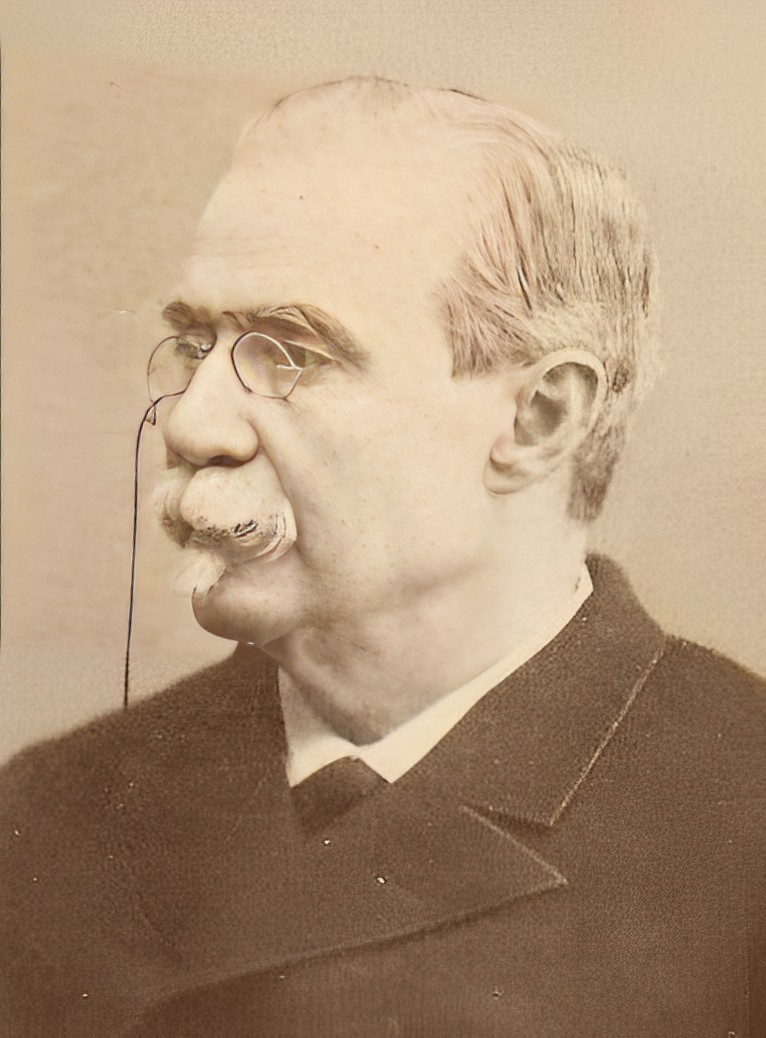
El político malagueño D. Antonio Cánovas del Castillo.

Las actividades mercantiles también tuvieron un importante incremento. El sector textil experimentó un inusitado desarrollo debido a la familia Larios, destacando la empresa Industria Malagueña S.A. Otros nombres extranjeros destacan en Málaga: Loring, Huelin, Crooke, Sáenz, Gross, etc.
Con una economía en expansión todos los sectores necesitaban de un apoyo firme que no fuera el de los prestamistas y en 1854 se consiguió crear el Banco de Málaga.
De 1860 a 1865, las comunicaciones sufren una gran revolución, se construyeron las líneas férreas Málaga-Álora, Málaga-Cártama, y principalmente, Málaga-Córdoba, que enlaza la ciudad con el resto de España, y a finales de siglo cuando se pone en marcha el tranvía. Culturalmente cabe destacar, las tres exposiciones provinciales donde se mostraron productos agrícolas e industriales. La más importante fue la de 1862, que visitó Isabel II. Durante el transcurso de su visita se produjo la inauguración de la estación de ferrocarril, terminal de la línea Córdoba-Málaga.
En 1868, el pronunciamiento militar respaldado por el pueblo, que puso fin al reinado de Isabel II de España y al régimen moderado y abrió una breve etapa de gobiernos democráticos que se extendió hasta 1874. El ambiente de euforia en Málaga se vivió cuando desembarcó en el puerto el general Prim junto con otros generales sublevados.

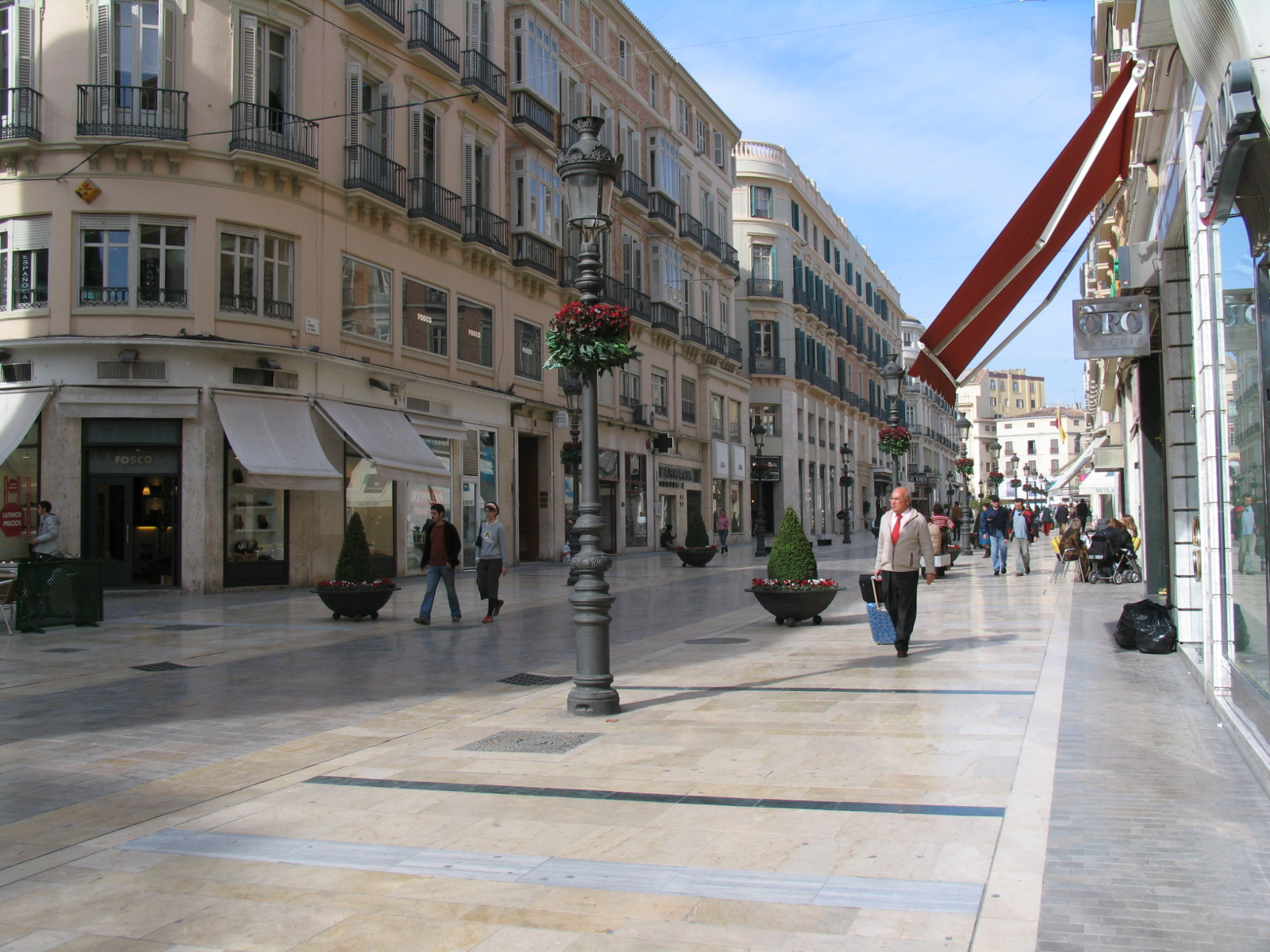
Calle Marqués de Larios, herencia del esplendor decimonónico malagueño.

La vida política malagueña durante el sexenio democrático (1868-1874) se caracterizó por un tono radical y extremista. El republicanismo federal, que logró fuertes apoyos en las clases populares, alentó insurrecciones y actitudes levantiscas que produjeron gran alarma entre los sectores acomodados.
La Cámara de Comercio de Málaga fue creada en 1886, pero cuenta con los antecedentes de los consulados marítimos y terrestres.
En 1860, se crean barrios obreros como El Bulto o Huelin para albergar a los trabajadores cerca de las fábricas.
En 1880, se inaugura el Real Conservatorio de Música María Cristina, la primera institución musical malagueña.

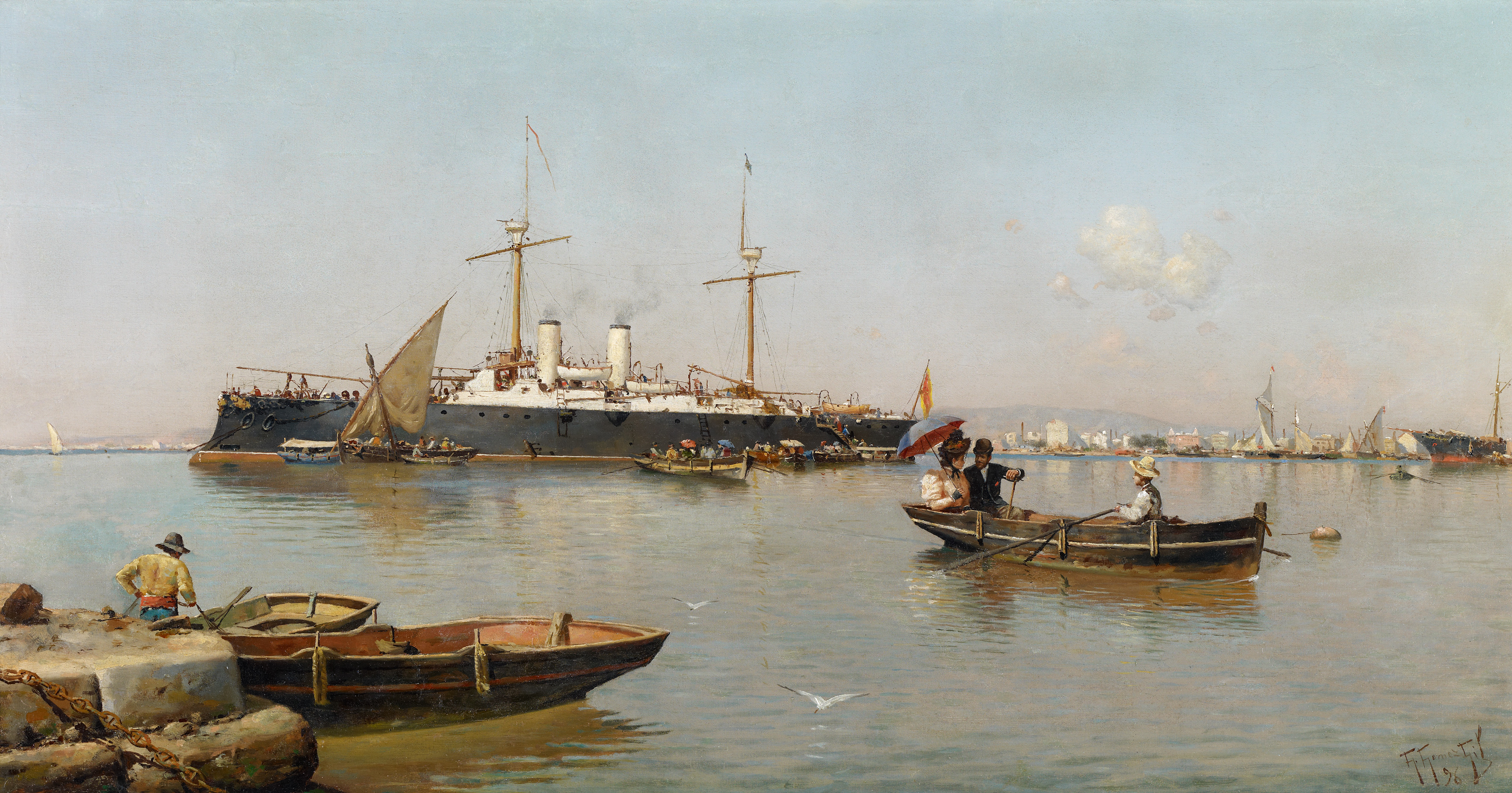
"Vista del puerto de Málaga" (1896) de Guillermo Gómez Gil, Museo Carmen Thyssen Málaga.

#### Decadencia de fin de siglo
El final de este siglo de bonanza se inició a partir de 1880 por los altos costes de la importación del carbón mineral y la falta de competitividad que esto generaba en la siderurgia malagueña frente a otros complejos industriales del norte del país. Y dramático, de igual forma, fue la plaga de filoxera que exterminó el viñedo malagueño y la producción agrícola de este sector básico de la economía provincial. Además, el abandono de las fincas trajo consigo una fuerte deforestación de las laderas en las que se cultivaban las viñas en terrazas, lo cual al cabo de un tiempo causó un incremento de las avenidas de agua en caso de grandes lluvias en los cauces de los arroyos y ríos cortos de prácticamente toda la zona costera.
Esta grave crisis y sus secuelas, la pérdida de empleo, el hundimiento de empresas, la pobreza y descenso general de las actividades económicas, llevó a muchos malagueños a buscar otras fuentes de riqueza que sustituyeran las desaparecidas, fundándose en 1897 como ejemplo, la Sociedad Propagandística del Clima y el Embellecimiento de Málaga, iniciativa orientada hacia la promoción turística, antecedente lejano del boom turístico que llegaría en los años 50.

### SigloXX

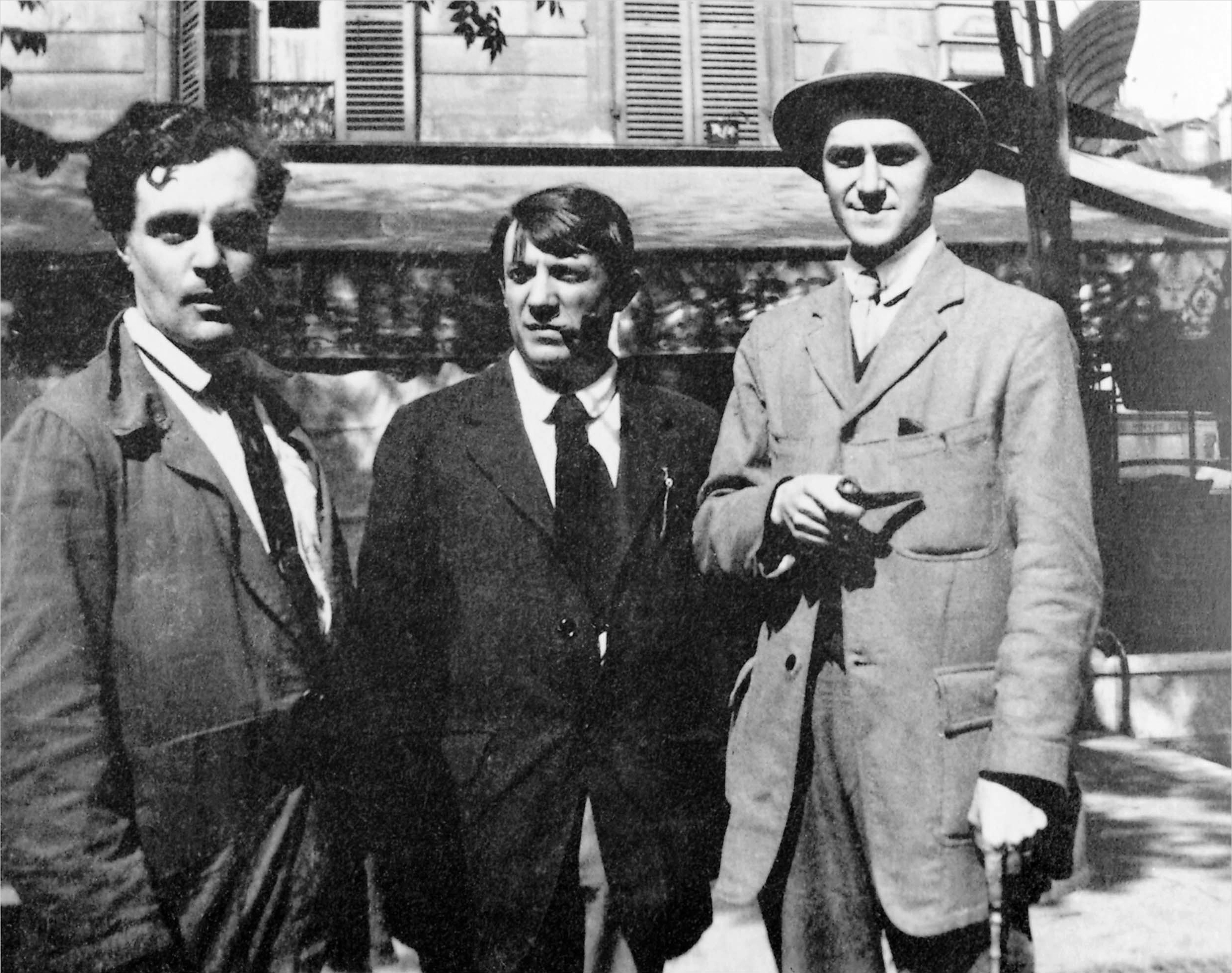
El malagueño Pablo Picasso, probablemente el pintor más influyente del siglo XX, junto a sus amigos Modigliani y André Salmon en París en 1916.

El comienzo del siglo XX es una etapa de reajustes y contrastes, mientras se afianza la expansión y mejora de la agricultura, que se consolida como el sector dominante, se produce un progresivo desmantelamiento industrial acompañado de un comportamiento fluctuante en el comercio. Aunque la ciudad cuenta con una tráfico portuario importante, el comercio mercantil no es aquel sector pujante de fines del siglo XVIII y casi todo el siglo XIX. Todo ello en el seno de una sociedad atrasada y escasamente alfabetizada, en la que una reducida oligarquía desempeña el papel hegemónico a través del control económico y político. A comienzos del XX la enseñanza primaria en la urbe está plagada de déficits: faltan escuelas, plazas para alumnos y maestros. Depresión social y económica, conflictividad y unas endebles estructuras del estado son las señas de identidad con las que Málaga se asoma al nuevo siglo, mientras el republicanismo y los movimientos obreros irán afianzando sus posiciones.

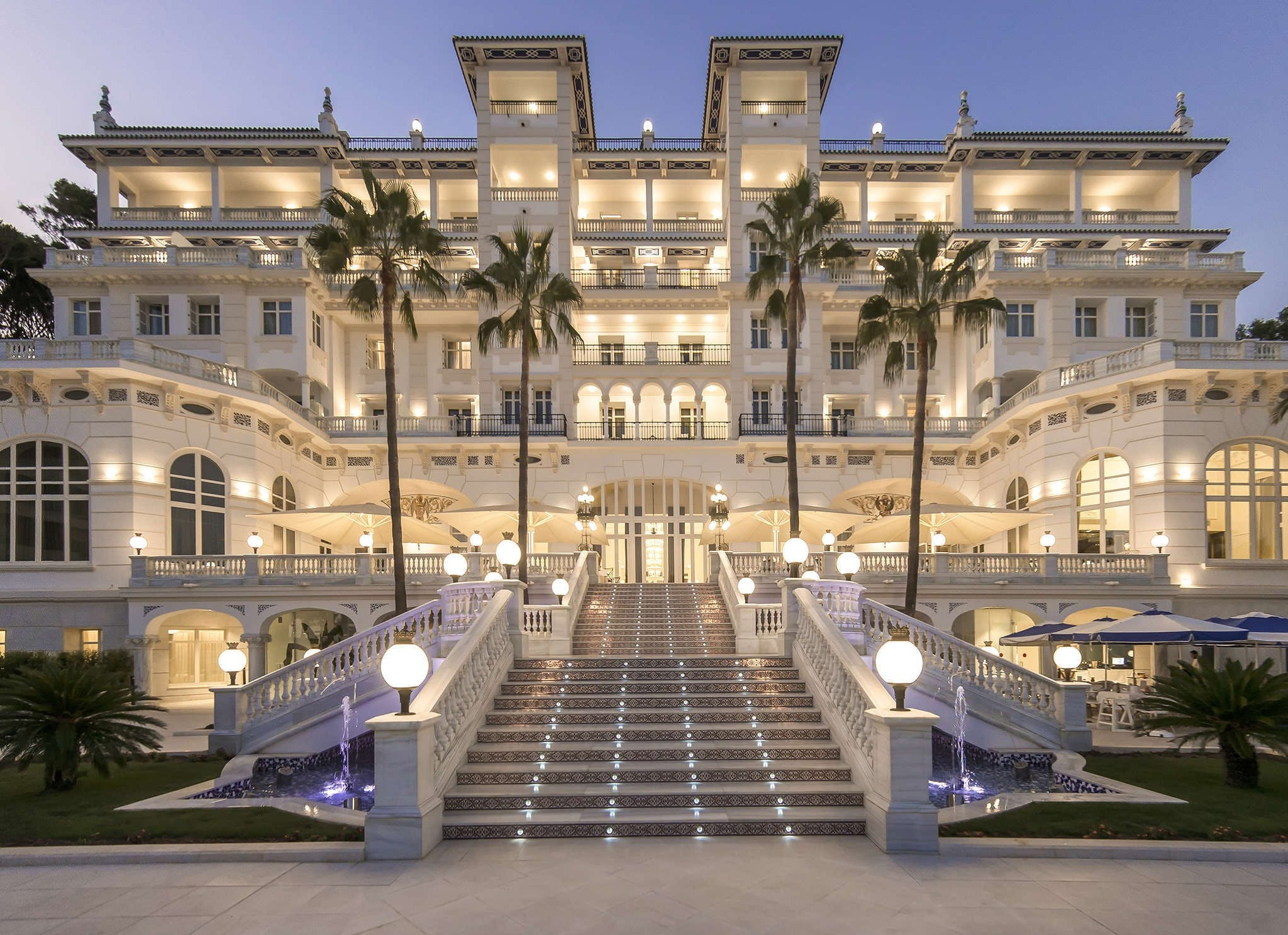
Fachada del Hotel Príncipe de Asturias, inaugurado el 10 de febrero de 1926 por Su Majestad Alfonso XIII.

Las actuaciones más destacadas en materia de infraestructuras son la puesta en marcha del servicio de tranvías en la ciudad, la entrada en servicio de los Ferrocarriles Suburbanos de Málaga con dos líneas de cercanías y la inauguración de la Hidroeléctrica del Chorro. En 1919 se crea el Aeropuerto de Málaga, para el paso de la primera línea aérea (Toulouse-Barcelona-Alicante-Málaga-Casablanca) establecida en España. 
Cabe señalar que en este periodo, el rey Alfonso XIII visita en tres ocasiones la ciudad, con motivo de la inauguración de obras públicas y hoteles como el Príncipe de Asturias, o tras los trágicos sucesos de la gran riada. Como anécdota, en agosto de 1911, un grupo de marineros amotinados en el acorazado guardacostas Numancia amenazaron con bombardear Málaga, si esta no se declaraba republicana. La actuación del oficial de guardia del barco consiguió sofocar el motín. En 1924 empresa de telégrafos Italcable  se establece en Málaga gracias a una autorización para instalar un cable submarino desde Roma a Málaga, que seguiría hasta Lisboa y América del Sur.
El año 1931, tras la proclamación de la II república se produjo la quema de conventos, iglesias y edificios religiosos, destruyendo gran parte del patrimonio histórico-artístico y arquitectónico de la ciudad. Como ha descrito el historiador Antonio García Sánchez, los precedentes de la quema de los conventos hay que buscarlos en la adopción de posturas anticlericales en las organizaciones políticas y sindicalistas obreras durante el periodo que precedió a la proclamación de la II república. Las masas se lanzaron a la calle en la madrugada del 11 de mayo de 1931, asaltando e incendiando hasta un total de cuarenta y un edificios religiosos. Hubo templos como la Iglesia de La Merced, que daba nombre a la Plaza de La Merced o conventos, como el de Santo Domingo, del que hoy sólo se conserva la Iglesia, de incuestionable valor arquitectónico, que nunca pudieron ser recuperados; y otros edificios religiosos que quedaron completamente devastados como el Palacio Episcopal.
En 1933, salió de Málaga el primer diputado del Partido Comunista de España, Cayetano Bolívar. Debido a esto y al gran número de militantes activos relacionados con el socialismo, el anarquismo y el comunismo, durante esta época Málaga era denominada como "Málaga la roja", a pesar de que los sectores católicos, liberales y conservadores también contaban con importante representación y arraigo en la ciudad.

#### Guerra Civil
En 1936, al estallar la guerra civil española, el golpe de Estado militar fue sofocado en Málaga por la intervención de las milicias obreras, principalmente anarquistas. Sin embargo, tras los primeros movimientos militares, la provincia quedó prácticamente aislada del resto de la zona leal a la República al estar conectada tan solo por la carretera de Almería. Por esto, durante los primeros meses de la guerra Málaga actuó en muchas ocasiones al margen del gobierno de la República. En febrero de 1937 el ejército franquista, en colaboración con militares del Corpo Truppe Volontarie italiano, lanzaron una ofensiva contra la ciudad que fue ocupada con escasa resistencia el día 7 de febrero.
La ocupación de Málaga desembocó en un éxodo de civiles y militares por la carretera de Almería que sufrieron bombardeo aéreo y marítimo, lo que provocó centenares de muertos. Este episodio es conocido como el Crimen de la carretera Málaga-Almería. En Málaga la represión de la dictadura militar franquista fue una de las más duras de la guerra, se calculan unos 20.000 fusilados, enterrados en fosas comunes como las del cementerio de San Rafael.

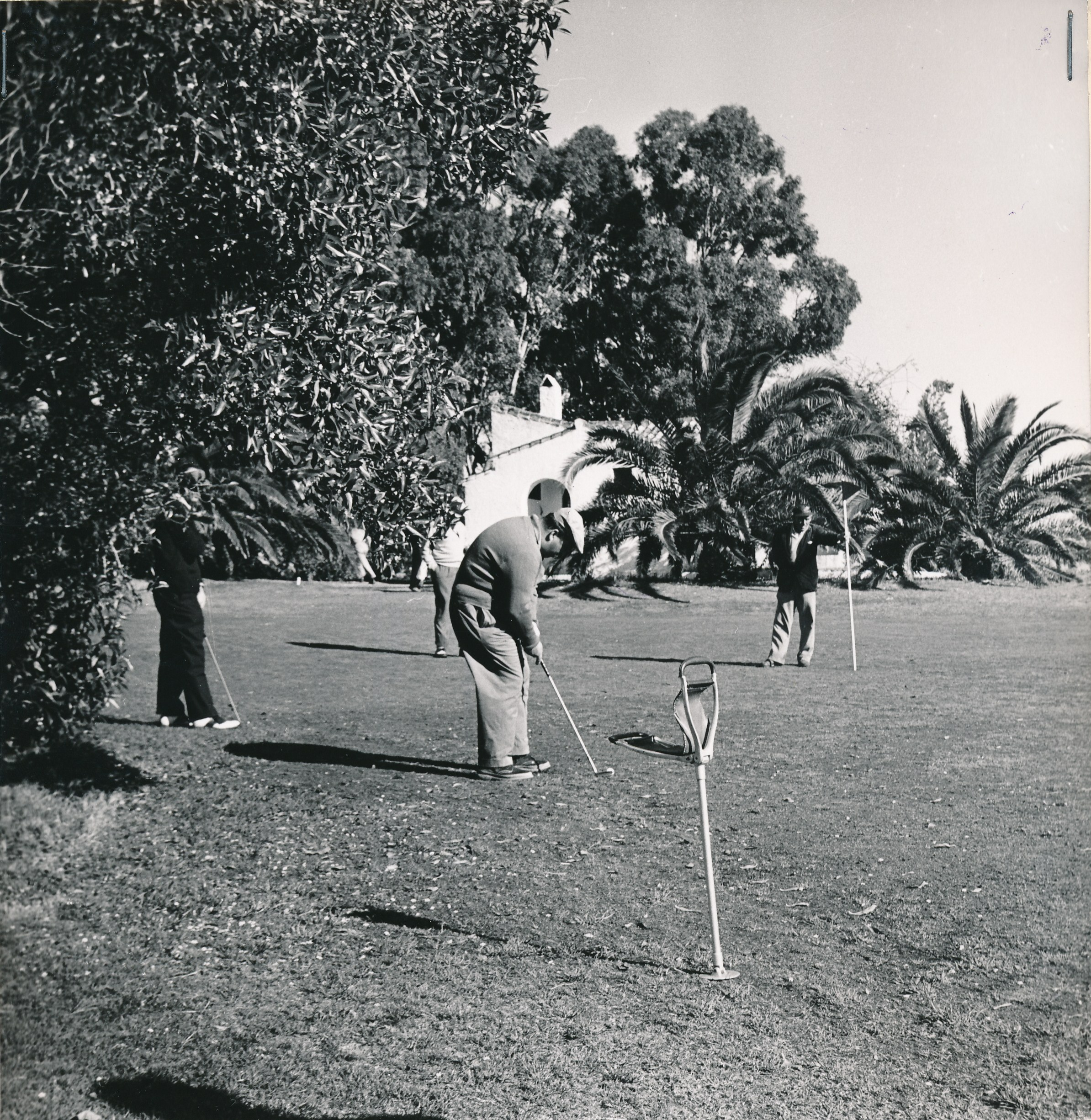
Parador Málaga Golf, noviembre de 1961.

#### Dictadura franquista
Tras la guerra civil española, durante la dictadura de Francisco Franco, la ciudad vivió una fuerte expansión demográfica y económica provocada por el boom del sector turístico en la Costa del Sol, y se produjeron dos flujos migratorios de sentido inverso, desde muchos municipios de la provincia hacia la ciudad de Málaga y la emigración de parte de la población hacia el norte de España y otros países europeos.

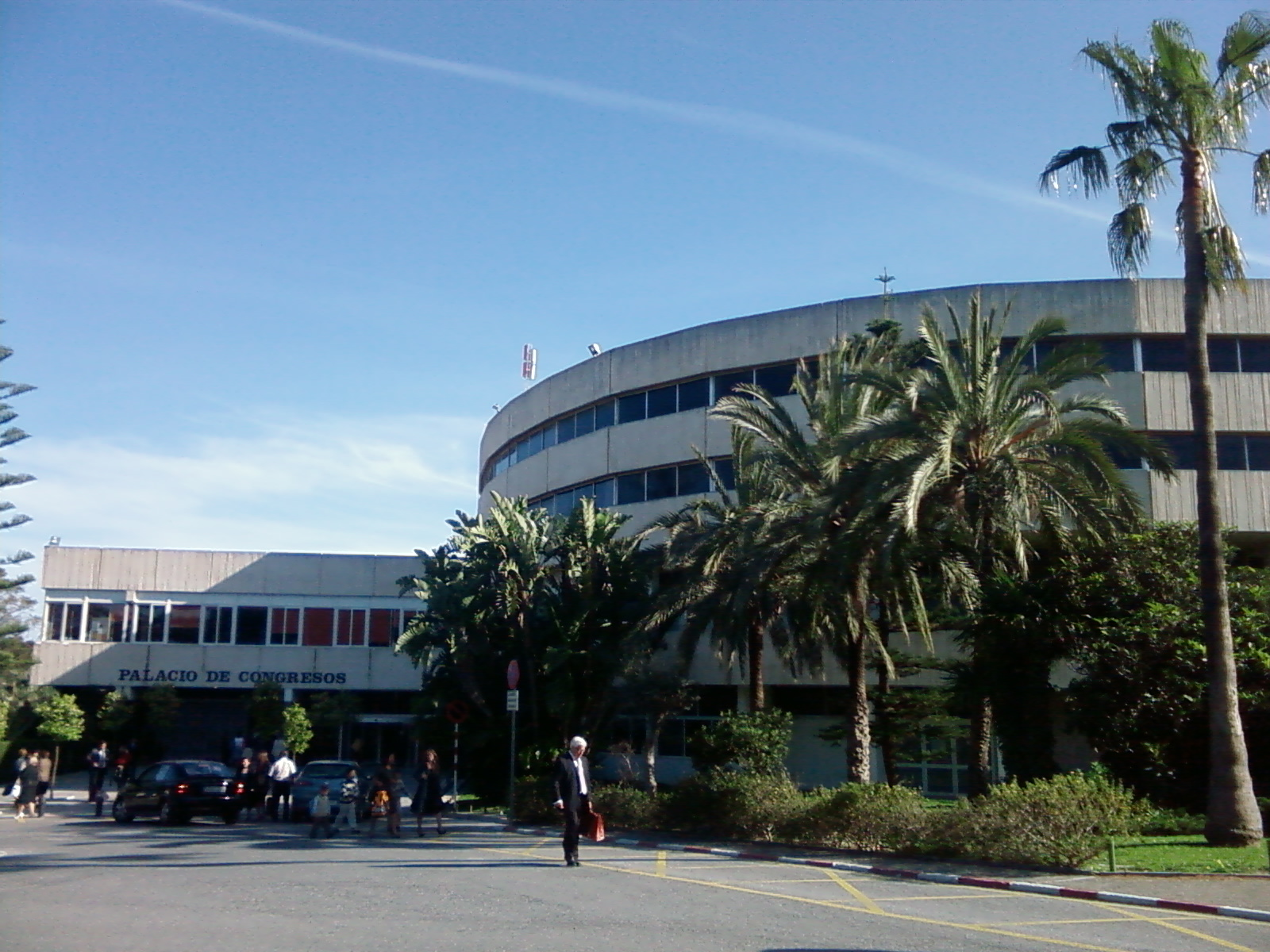
Palacio de Congresos y Exposiciones de la Costa del Sol (1968).

Se creó la marca Costa del Sol, la red de Cercanías, en 1968 se inauguró el Palacio de Congresos y Exposiciones de la Costa del Sol, situado en el entonces barrio malagueño de Torremolinos y en 1972 se fundó la Universidad de Málaga, agrupando centros ya existentes a finales de los años sesenta: la Escuela de Peritos (la antigua denominación de los ingenieros técnicos), la Escuela Normal, la Facultad de Económicas y el Seminario, donde se impartía filosofía y teología. En el momento de la creación, la universidad disponía de la Facultad de Ciencias Económicas y Empresariales y la Facultad de Medicina, esta última creada tras la ratificación del decreto.

#### La monarquía democrática
El 27 de septiembre de 1988, una decisión de la Junta de Andalucía privó a la ciudad de Málaga del 10% de su población, al aprobar unilateralmente la segregación de la entonces barriada de Torremolinos y su constitución en municipio. Dicha decisión, calificada por muchos de ilegal (prescindía del requisito necesario de la separación de otro núcleo urbano por al menos diez kilómetros sin solución de continuidad, aunque actualmente el límite se ha establecido en "siete mil quinientos metros") fue no obstante saludada por muchos otros como histórica, ya que, si bien no se tuvo en cuenta la opinión del resto de los malagueños, sí que respondía a los deseos de miles de torremolinenses que, aún no habiendo nacido allí en su gran mayoría, consideraban como imprescindible la autonomía municipal. En cualquier caso, la ciudad de Málaga perdió, además de la población referida (cifrada en ese momento en unas 50.000 personas), el 6% de sus ingresos fiscales y el 5% de sus gastos.

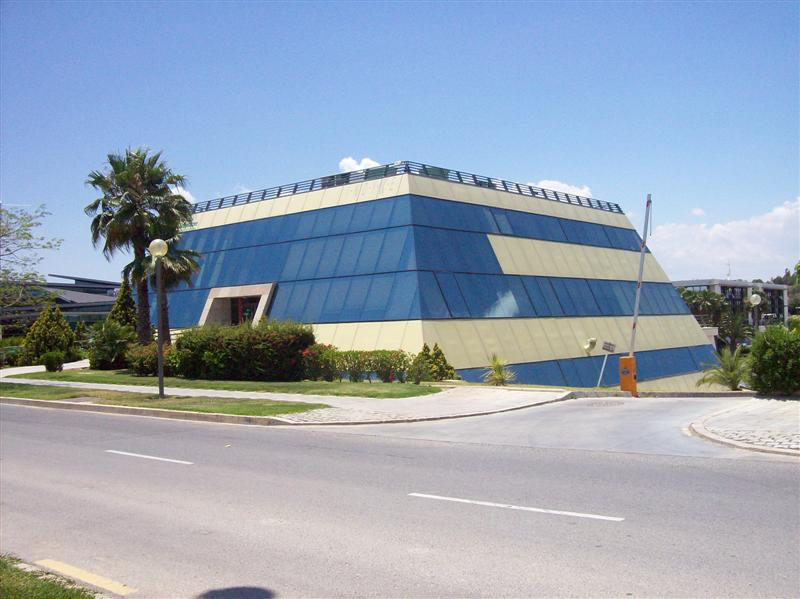
Edificio en el PTA.

### SigloXXI
Málaga saludó el nuevo siglo experimentando un fuerte crecimiento económico, convirtiéndose en un polo básico de Andalucía al ser la ciudad con mayor actividad económica de toda la región.
Los hitos de las primeras décadas del siglo fueron la creación del FYCMA, el PTA, la marca Málaga valley, el Museo Picasso, el Museo Carmen Thyssen, el CAC Málaga, el Festival de Málaga, la ampliación del puerto y la expansión del sector crucerístico, la llegada del AVE y la ampliación del aeropuerto.
La Universidad, después de unos años de fuerte aumento de la oferta de estudios, inició la agrupación de todos sus centros dispersos en el Campus Universitario de Teatinos, y la ciudad completó la construcción de las que serían las dos primeras líneas del Metro de la ciudad.